# کوه سلولی
کوه سلولی (به لاتین: Mount Selvili) یک کوه در قبرس است که در کایرنیا واقع شده‌است. کوه سلولی ۱٬۰۲۴ متر بالاتر از سطح دریا واقع شده‌است.